# Zórád Géza
Csejtei Zórád Géza, Zorád Géza Sándor Kornél (Temesvár, 1890. február 2. – Budapest, 1969. június 20.) festőművész, karikaturista, illusztrátor. Zórád Ernő nagybátyja.

## Életpályája
Zórád István és Breitkopf Ida gyermekeként született . Tanulmányait Budapesten és Münchenben végezte. 1907-től a Nemzeti Szalonban és a Műcsarnokban szerepelt olaj- és pasztell-technikával készült figurális tájképeivel. 
1921. október 29-én Budapesten házasságot kötött a nála kilenc évvel fiatalabb, szombathelyi születésű Miklós Annával, Miklós János és Takács Anna lányával, akitől 1930-ban elvált. 1930. december 19-én Budapesten újból megházasodott: a nála 14 évvel fiatalabb, érsekújvári születésű Papácsy Kornélia Máriát, Papácsy Elemér és Csizmazia Emma lányát vette feleségül, tőle 1954-ben vált el.
Illusztrátorként élclapok számára dolgozott, számtalan adoma-illusztrációt készített. Művészetén a müncheni iskola hatását érezni, amely egész életpályáján végigkíséri. Művei elsősorban tájképek, valamint mesterien kidolgozott figurális jelenetek, de a történelmi Magyarország különböző tájait is megfestette a Felvidéktől egészen Erdélyig. Realista stílusban festett tájképein megfigyelhetők a nagybányai iskola mestereinek, többek közt Ferenczy Károlynak a hatása is. Termékeny alkotó volt. Halálát tüdőgyulladás okozta.